# Asparagus burchellii
Asparagus burchellii är en sparrisväxtart som beskrevs av John Gilbert Baker. Asparagus burchellii ingår i släktet sparrisar, och familjen sparrisväxter. Inga underarter finns listade i Catalogue of Life.